# 에드워드 브룩스

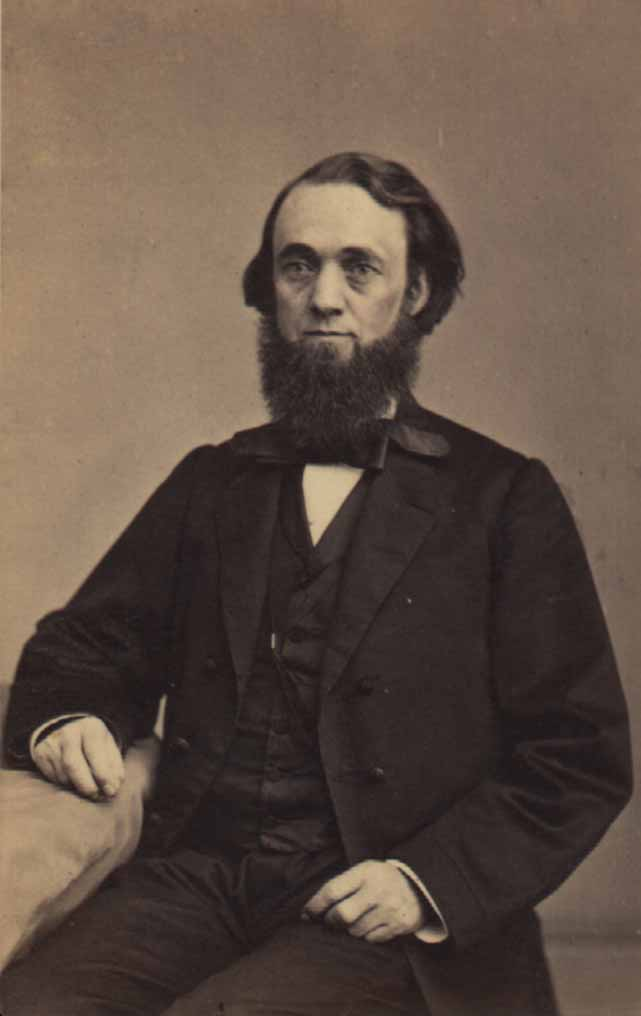
에드워드 브룩스의 모습

에드워드 브룩스(영어: Edward Brooks, 1831년 1월 10일 ~ 1912년 6월 29일)는 미국의 교육자이자 다양한 교과서를 집필한 저자이다.

## 생애
브룩스는 1831년 1월 10일 뉴욕의 스토니포인트에서 태어났다. 15살 때 아버지와 함께 뉴욕 설리번군으로 이사를 갔고 직업을 가졌지만 여가 시간에 공부를 하면서 지냈다. 이 시기 브룩스는 중요한 사실이나 생각을 기록하고 분류하는 습관을 가지게 되었고, 향후 일반학교를 넘어 고등학교의 많은 분파를 숙달하며 전문가가 되었다. 교사로서의 경력은 헛간에서 개교한 노래 학교에서부터 시작되었다. 그 후 6개월 동안은 일반학교에서 학생들을 가르쳤고, 뉴욕 리버티에 있던 사범대학에서 한 학년 동안 공부를 하고 노던펜실베이니아 대학교에 입학했지만 졸업은 하지 못했다. 하지만 1852년과 1853년에는 그곳에서 학생을 가르치게 되었으며, 1854년에는 뉴욕의 몬티첼로 학원에서 수학을, 이듬해에는 펜실베이니아의 밀러스빌에 있는 주립 사범학교에서 수학 교수로 재직했다. 브룩스는 다양한 교과서들을 저술하였다. 1912년 6월 29일 필라델피아의 자신의 집에서 사망했다.